# 大王戰
大王戰是韓国的圍棋比賽。從1983年開始至1997年總共舉辦15期比賽。主辦單位是大邸毎日新聞。

## 方式
- 第1期比賽的決勝是以五場決定勝負。

## 歷屆優勝者
（左方為優勝者）
1. 1983年 曹薰铉 3-1 徐能旭
2. 1984年 曹薫鉉 3-1 徐能旭
3. 1985年 曹薫鉉 3-1 徐能旭
4. 1986年 曹薫鉉 3-1 徐能旭
5. 1987年 曹薫鉉 3-0 徐奉洙
6. 1988年 劉昌赫 3-1 曹薫鉉
7. 1989年 曹薫鉉 3-0 劉昌赫
8. 1990年 李昌鎬 3-1 曹薫鉉
9. 1991年 李昌鎬 3-0 劉昌赫
10. 1992年 李昌鎬 3-1 徐奉洙
11. 1993年 曹薫鉉 3-0 李昌鎬
12. 1994年 李昌鎬 3-1 曹薫鉉
13. 1995年 李昌鎬 3-0 曹薫鉉
14. 1996年 李昌鎬 3-0 李聖宰
15. 1997年 李昌鎬 3-1 曹薫鉉

## 外部連結
- 囲碁データベース「大王戦」（页面存档备份，存于）